# Aciagrion borneense
Aciagrion borneense är en trollsländeart som beskrevs av Friedrich Ris 1911. Aciagrion borneense ingår i släktet Aciagrion och familjen dammflicksländor. IUCN kategoriserar arten globalt som livskraftig. Inga underarter finns listade i Catalogue of Life.